# 谢拉自由镇
谢拉自由镇，是西班牙卡斯蒂利亚-莱昂阿维拉省的一个市镇。总面积39平方公里，总人口185人（2001年），人口密度5人/平方公里。